# Stanisław Staszic

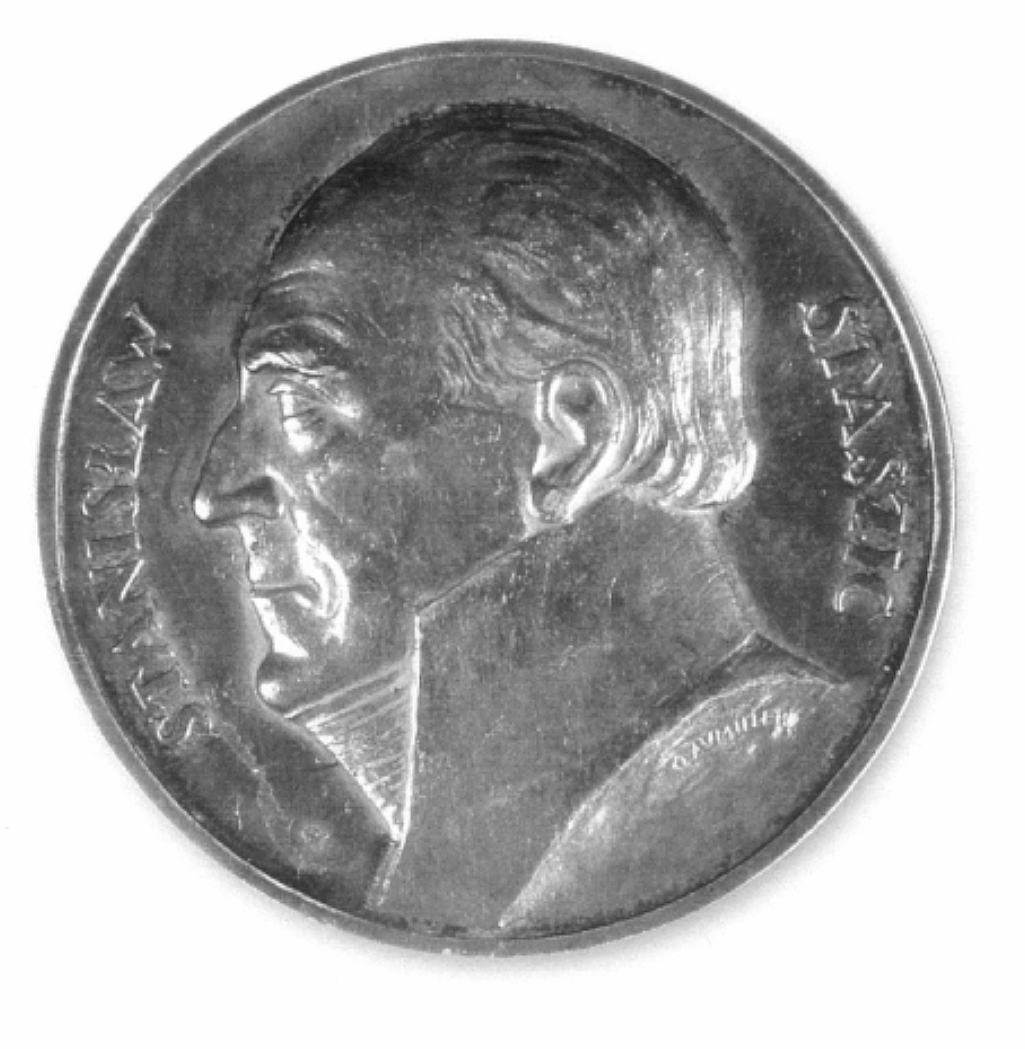
Medal z podobizną Stanisława Staszica 1926

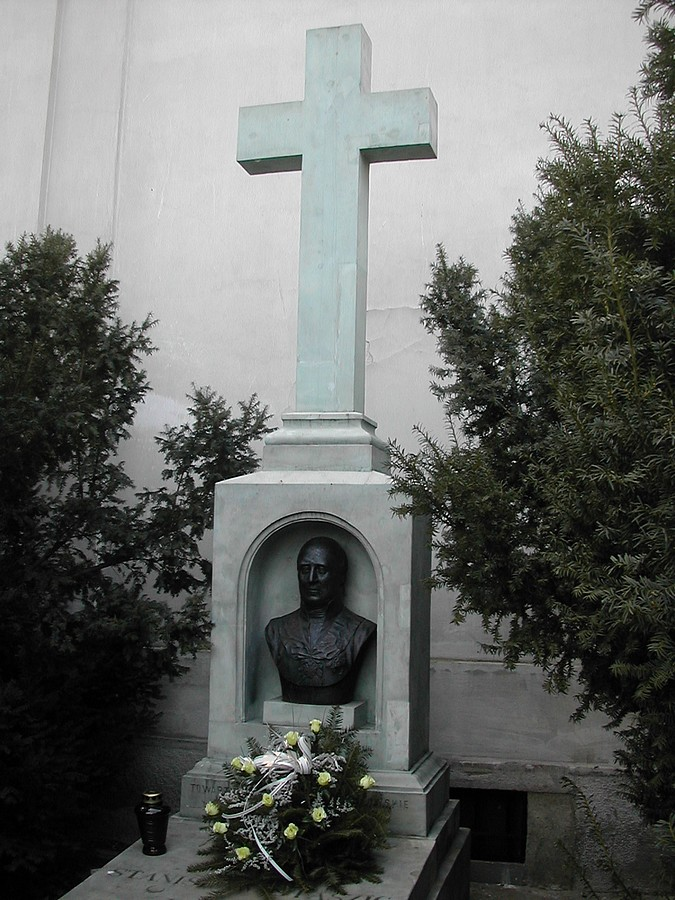
Grób Staszica przy kościele pokamedulskim na Bielanach w Warszawie

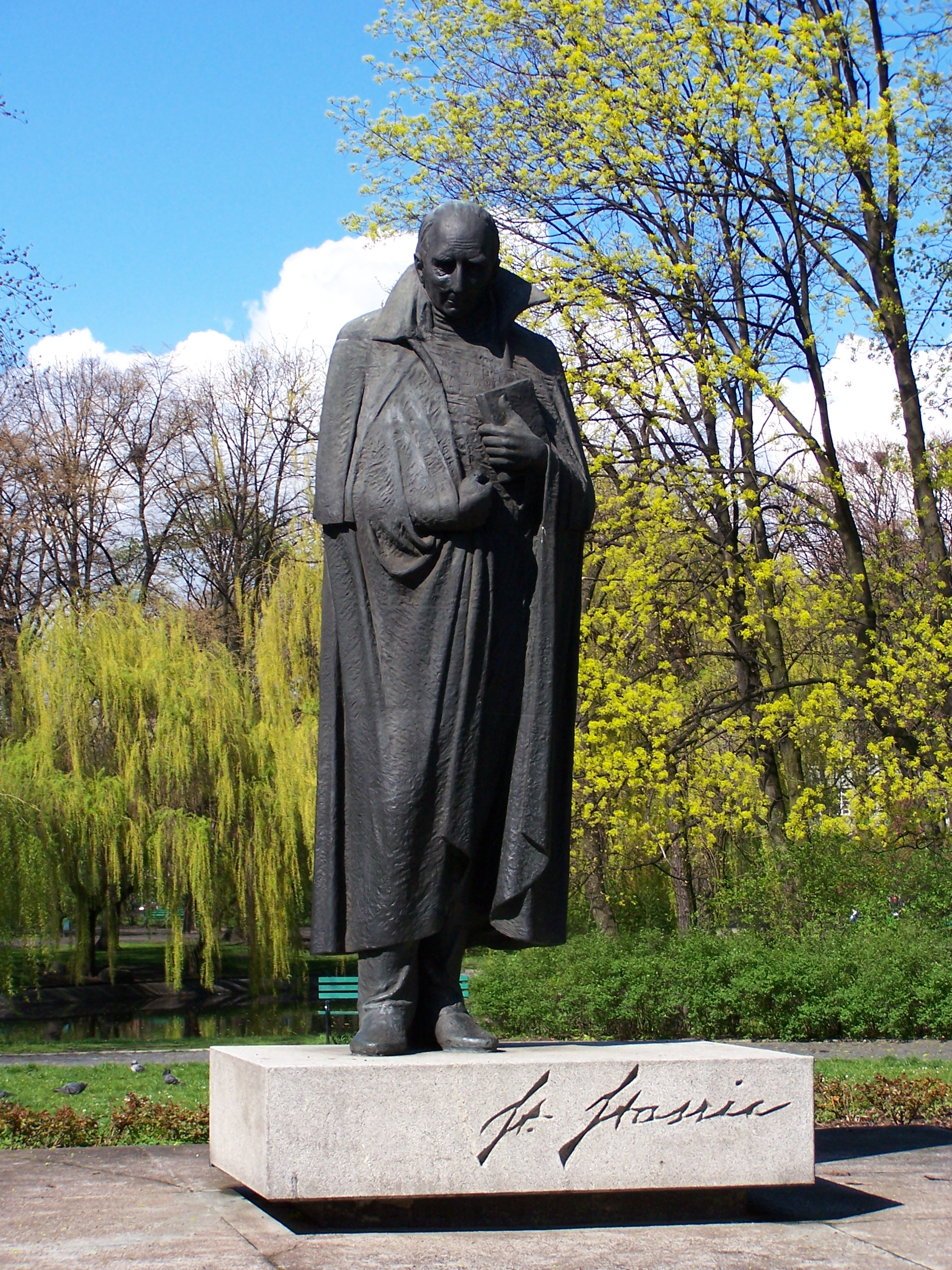
Pomnik Stanisława Staszica w parku jego imienia w Łodzi

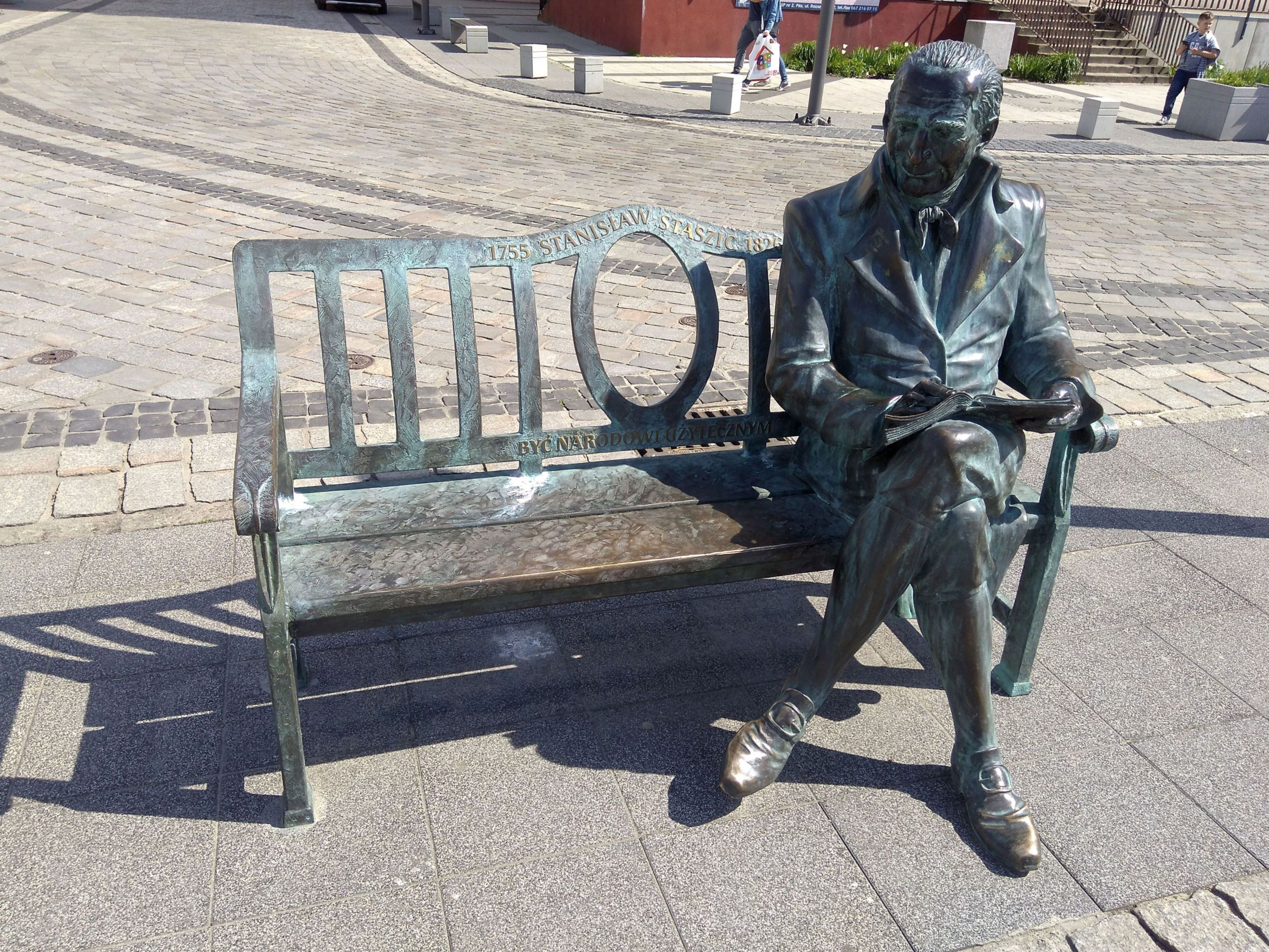
Ławeczka Stanisława Staszica w Pile

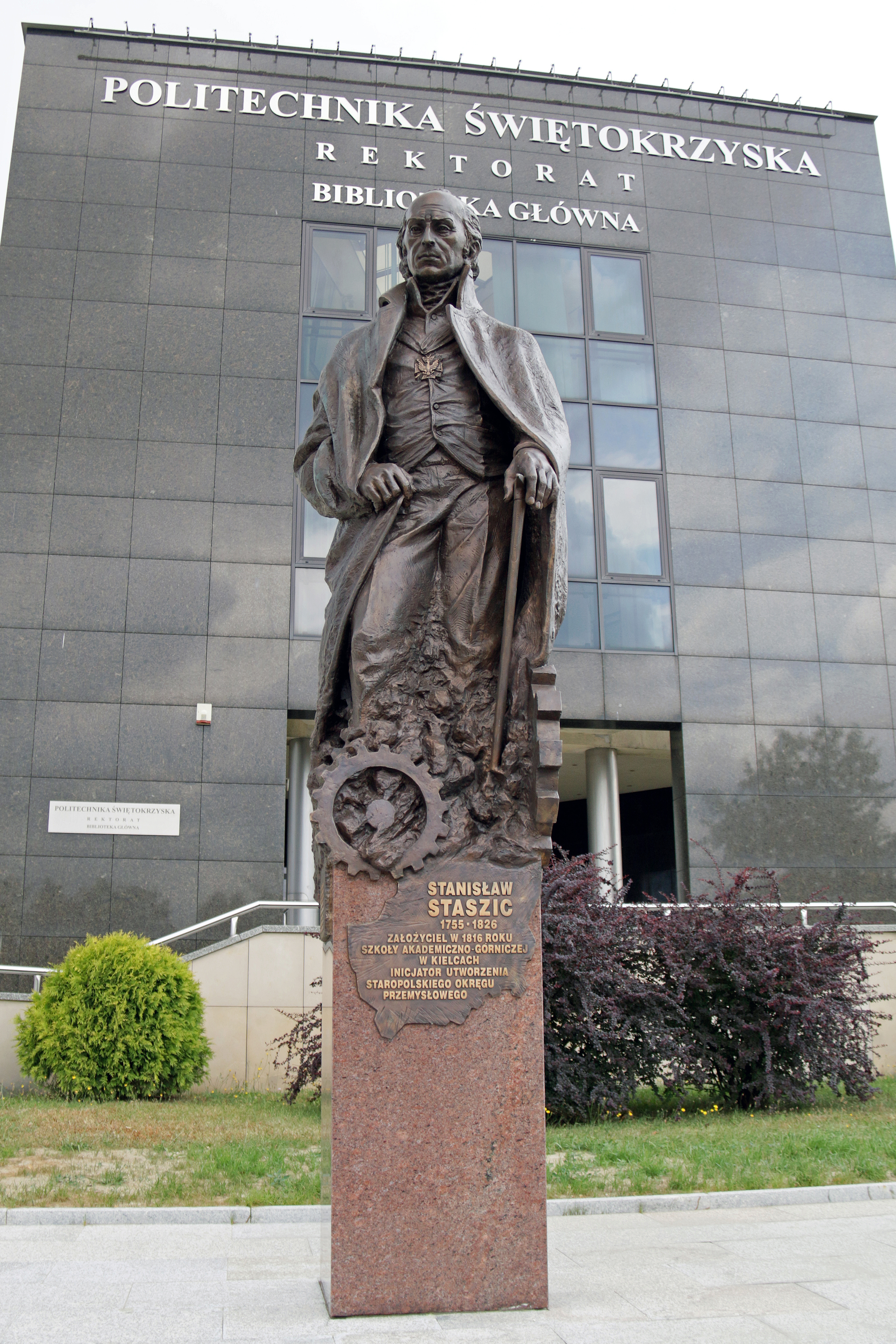
Pomnik Stanisława Staszica przed Rektoratem Politechniki Świętokrzyskiej odsłonięty 3 czerwca 2015 r.

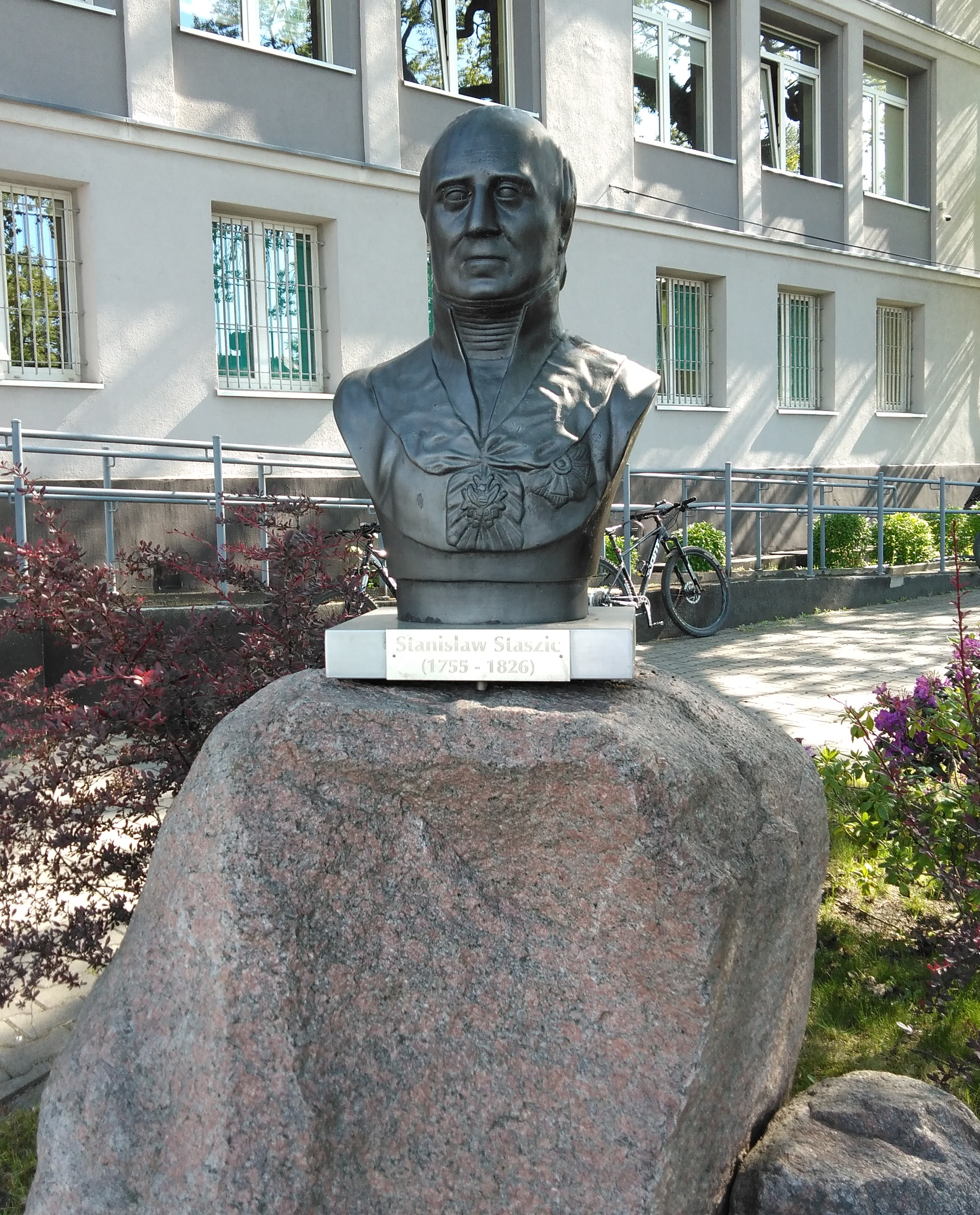
Pomnik Stanisława Staszica w Zgierzu

Stanisław Wawrzyniec Staszic, inne formy nazwiska: Stasic; Staszyc; Stazis, ps.: „Pisarz „Uwag nad życiem Jana Zamoyskiego”; S.; Zakordonowy obywatel pruski” (ur. przed 6 listopada 1755 w Pile, zm. 20 stycznia 1826 w Warszawie) – polski działacz oświeceniowy, pionier spółdzielczości, pisarz polityczny i publicysta, filozof i tłumacz, wolnomularz, przyrodnik: geograf i geolog; ksiądz katolicki (przez niemal 20 ostatnich lat życia Staszic nie pełnił posługi duszpasterskiej i nie nosił sutanny). Członek Izby Edukacyjnej Księstwa Warszawskiego w 1808 roku, minister stanu Księstwa Warszawskiego od 1809 roku, radca stanu Księstwa Warszawskiego od 1810 roku, zastępca ministra oświaty Królestwa Polskiego w latach 1818–1824, minister stanu Królestwa Polskiego od 1824 roku.

## Życiorys
Urodzony w rodzinie mieszczańskiej (ojciec Wawrzyniec i dziadek byli burmistrzami Piły; matką była Katarzyna z Mędlickich, burmistrzanka pilska). Uczęszczał do Kolegium jezuitów w Poznaniu. Po ukończeniu szkół (seminarium duchowne) w Poznaniu uzyskał święcenia (przełom 1778/1779) i w roku 1779 został duchownym.
Rok wcześniej (9 lipca 1778) otrzymał kanclerstwo kolegiaty szamotulskiej, wraz z dochodami z dóbr Jankowice. Z kanclerstwa ustąpił 2 grudnia 1796. Dalsze wykształcenie uzyskał w latach 1779–1781 we Francji (Paryż: nauki fizyczne i przyrodnicze w Collège de France – poznał wówczas G.L. Buffona) i Niemczech (od połowy roku 1779: Lipsk i Getynga). W tym okresie poznał i odwiedzał Alpy i Apeniny.
Po powrocie do Polski (1781) otrzymał posadę wychowawcy synów byłego kanclerza Andrzeja Zamoyskiego. Rok później (1782) otrzymał doktorat obojga praw Akademii Zamojskiej i tamtejszą katedrę języka francuskiego (do roku 1784). Jeszcze dwukrotnie (IV 1790 – XII 1791 i XII 1794 – VI 1797) wyjeżdżał za granicę. W pierwszym przypadku wyjechał z Zamoyskimi do Wiednia, a następnie do Włoch (do Zamościa powrócił w grudniu 1791). W drugim ponownie odwiedził z Zamoyskimi Wiedeń. Według kroniki parafii pw. św. Katarzyny w Czernięcinie w latach 1788–1791 był proboszczem w Turobinie i rektorem w Czernięcinie.
W pierwszych latach Sejmu Czteroletniego przebywał w Warszawie. Od 10 lutego 1792 (data śmierci A. Zamoyskiego) stał się doradcą finansowym wdowy, co wkrótce doprowadziło do narastających niesnasek z dotychczasowymi wychowankami. W tym okresie posiadał już znaczny kapitał własny, który skutecznie pomnażał. Z początkiem marca 1793 pojawił się na krótko w Warszawie. W roku 1797, po śmierci Konstancji Zamoyskiej, jej syn (Aleksander) wytoczył mu proces o sfałszowanie skryptu dłużnego (zakończony ugodą ze Stanisławem Zamoyskim i wycofaniem pozwu). W celach naukowych podróżował po kraju (1798–1799), prowadząc badania geologiczne i geograficzne. Wiosną roku 1800 (30 marca) nabył dobra hrubieszowskie, które zostały intabulowane 9 marca 1801 na nazwisko Anny z Zamoyskich Sapieżyny. Oficjalnie stały się jego własnością dopiero 10 lat później (19 sierpnia 1811).
W roku 1801 kupił domy dla siedziby Towarzystwa Przyjaciół Nauk (na członka TPN powołany został kilka miesięcy wcześniej, w roku 1800). Jesienią roku 1804 ponownie wyjechał za granicę, odwiedzając kolejno: Wrocław, Drezno i Paryż (do kraju powrócił w czerwcu 1805). Dwa miesiące później wyruszył na wyprawę geologiczną w Tatry, podczas której wszedł na Krywań i Łomnicę (21 sierpnia 1805 – pierwsze wejście na szczyt). Pełnił funkcje państwowe i społeczne. W 1812 roku przystąpił do Konfederacji Generalnej Królestwa Polskiego.
Staszic był jednym z czołowych reformatorów i uczonych polskiego oświecenia. Filozof, głoszący monistyczną koncepcję rozwoju świata. Działał na rzecz poprawy położenia chłopów.
W 1812, w folwarku Jarosławiec (koło Uchań) założył Towarzystwo Rolnicze Hrubieszowskie, stając się tym samym prekursorem spółdzielczości w Polsce (w 1816 dołączył do ruchu folwark dziekanowski, a w 1817 folwark hrubieszowski – mieszczanie posiadający własne majątki nie zgodzili się na włączenie miasta do Towarzystwa). Pod względem ideowym skłaniał się ku fizjokratyzmowi oraz panslawizmowi (szczególnie po 1815). Zwolennik gruntownych reform systemowych w I Rzeczypospolitej, w okresie Sejmu Wielkiego wspierał piórem zmiany przeprowadzane przez parlament. Od 1808 prezes Towarzystwa Przyjaciół Nauk, po 1818 założył Towarzystwo Rolnicze w Hrubieszowie. W latach 1807–1812 członek Izby Edukacyjnej, od 1815 Komisji Wyznań Religijnych i Oświecenia Publicznego, członek Rady Stanu Królestwa Polskiego. Współorganizator szkoły uniwersyteckiej w Warszawie (1816) oraz Szkoły Akademiczno-Górniczej w Kielcach.
Stanisław Staszic miał bardzo krytyczny stosunek do Żydów. W traktacie politycznym Przestrogi dla Polski, opublikowanym w 1790 roku, nazywał Żydów „naszego kraju letnią i zimową szarańczą”. Po 1815 roku jego antysemityzm przybrał formy bardzo ostre, pisał, że Żydzi są największym nieszczęściem Rzeczypospolitej. Negatywnie oceniał Talmud, sądził, że judaizm należy zastąpić nową religią – mozaizmem.
Odegrał ważną rolę w rozwoju przemysłu, działając jako geolog i badacz natury. W 1825 opublikował informacje o Górach Izerskich i Karkonoszach. W latach 1816–1824 pełnił funkcję dyrektora generalnego Wydziału Przemysłu i Kunsztów Królestwa Kongresowego. Przygotował wówczas plan rozbudowy Staropolskiego Okręgu Przemysłowego. Wznowił eksploatację węgla kamiennego ze złoża Reden na terenie obecnej Dąbrowy Górniczej. Z inicjatywy Staszica powstało wiele obiektów przemysłowych, m.in. pierwsze w Królestwie Polskim huty cynku (cztery huty o wspólnej nazwie „Konstanty” – 1816–1822) oraz ośrodki hutnictwa żelaza.
Był mecenasem i promotorem wynalazcy Abrahama Sterna.
Został pochowany przy kościele Niepokalanego Poczęcia Najświętszej Maryi Panny (pokamedulskim) na warszawskich Bielanach. W pogrzebie duchownego uczestniczyło 14 tys. osób. Zgodnie z ostatnią wolą zmarłego część jego majątku – 800 tys. zł została podzielona po 200 tys. zł między fundusze założycielskie domu zarobkowego dla ubogich i Szpitala Dzieciątka Jezus, a reszta na pomnik Mikołaja Kopernika, Instytut Głuchoniemych i Szpital Marcinkanek. Przez niemal cztery lata po śmierci Staszica jego grób był miejscem spotkań warszawskiej młodzieży i członków ruchów patriotycznych. W XX w. zaniedbany grób Staszica został wyremontowany dzięki staraniom rektora Akademii Górnoczo-Hutniczej w Krakowie, prof. Ryszarda Tadeusiewicza oraz Stowarzyszenia Wychowanków AGH. Odsłonięcie odnowionego pomnika nagrobnego odbyło się 1 grudnia 1999.

## Odznaczenia
31 VII 1818 odznaczony Orderem Orła Białego. W Królestwie Kongresowym został również kawalerem Orderu Świętego Stanisława 1. klasy.

## Upamiętnienie
- Podczas pogrzebu wykonano utwory nauczyciela Chopina – Józefa Elsnera, w którego dorobku jest utwór dedykowany Staszicowi: Kantata z wierszem polskim, przypisana ministrowi Staszicowi, na 5 głosów wraz z pięciogłosowym kanonem dla użytku Szkoły Muzycznej Konserwatorium, bez towarzyszenia.
- Opowiadanie o Staszicu pt. Nie sądź! (ang. Judge not! ) autorstwa Mary Anne Hoare ukazało się w magazynie Household Words pod redakcją Karola Dickensa (1851)[13].
- Powieść biograficzną o Stanisławie Staszicu Pucharek ze srebra napisała Hanna Muszyńska-Hoffmannowa (Warszawa 1968).
- Marian Brandys poświęcił mu rozdział książki Generał Arbuz (Warszawa 1988).
- Został patronem ok. 200 szkół i kilku uczelni, w tym od r. 1969 Akademii Górniczo-Hutniczej (AGH) w Krakowie. Kilkadziesiąt z nich skupionych jest w ogólnopolskim Towarzystwie Szkół Staszicowskich powstałym w 1987 r.[14]
- Pomniki Staszica znajdują się w Ciechocinku (1961), Częstochowie (1974), Dąbrowie Górniczej (1962), Hrubieszowie (1922), Jarosławcu (1926), Kielcach (1906), Krakowie (1901), Łodzi (1984), Oblęgorku (1901), Pile (dwa – 1960, 1991), Poznaniu (1967) oraz w Warszawie (1976).
- Od 1889 roku działało Towarzystwo imienia Stanisława Staszica we Lwowie, które wydawało książki o tematyce historycznej, politycznej i społecznej[15]
- Od 1998 r. w Pile ukazuje się seria wydawnicza „Zeszyty Staszicowskie” (do 2016 r., w odstępach dwurocznych, ukazało się 10 tomów serii).
- Kopalnia Soli w Wieliczce upamiętniła Staszica nazywając jego imieniem komorę znajdującą się na trasie przeznaczonej do zwiedzania.
- Imieniem Staszica nazwano staw w Tatrach, górę na Spitsbergenie (Svalbard, Norwegia), komorę jaskini na Podolu (Ukraina); od jego nazwiska utworzono nazwy kilkunastu skamieniałości i minerału staszicytu[16], a także jednokomórkowca z grupy bruzdnic.
- W 1992 wyemitowano z jego wizerunkiem polską monetę kolekcjonerską o nominale 200 000 zł. Moneta ta została wykonana ze srebra próby 750 w nakładzie 20 000 egzemplarzy, miała średnicę 32 mm i wagę 16,5 g, rant gładki[17].
- Wizerunek Staszica widniał na banknotach o nominale 50 000 złotych, wyemitowanych z datami 1 grudnia 1989 oraz 16 listopada 1993, będących w obiegu w latach 1989–1994 (emisja z 1989 r.) oraz 1994–1996 (emisja z 1993 r.)[18].
- W uznaniu zasług Stanisława Staszica w rozwój polskiego szkolnictwa, 3 czerwca 2015 r. odsłonięto przed gmachem Rektoratu Politechniki Świętokrzyskiej w Kielcach jego posąg.
- Imię Stanisława Staszica nadano ponad dziesięciu liceom ogólnokształcącym w Polsce:
  - Liceum Ogólnokształcące im. Stanisława Staszica w Ciechocinku
  - I Liceum Ogólnokształcące im. ks. Stanisława Staszica w Hrubieszowie
  - I Liceum Ogólnokształcące im. Stanisława Staszica w Lublinie
  - VI Państwowe Liceum i Gimnazjum im. Stanisława Staszica we Lwowie
  - Liceum Ogólnokształcące nr I im. Stanisława Staszica w Ostrowcu Świętokrzyskim
  - IV Liceum Ogólnokształcące im. Stanisława Staszica w Sosnowcu
  - III Państwowe Liceum i Gimnazjum im. Stanisława Staszica w Stanisławowie
  - II Liceum Ogólnokształcące im. Stanisława Staszica w Starachowicach
  - II Liceum Ogólnokształcące im. Stanisława Staszica w Tarnowskich Górach
  - XIV Liceum Ogólnokształcące im. Stanisława Staszica w Warszawie
  - I Liceum Ogólnokształcące im. Stanisława Staszica w Zgierzu
  - II Liceum Ogólnokształcące im. Stanisława Staszica w Pile
  - Zespół Szkół nr1 im. Stanisława Staszica w Bochni
  - Akademia Górniczo Hutnicza im. Stanisława Staszica w Krakowie

## Twórczość

### Dzieła
- Uwagi nad życiem Jana Zamoyskiego, Warszawa 1787.
- Przestrogi dla Polski, Warszawa 1790.
- Uwagi zakordonowego obywatela pruskiego, Toruń 1793.
- O ziemiorództwie gór dawnej Sarmacji, a później Polski, Warszawa 1806.
- O statystyce Polski, Warszawa 1807.
- Do Sejmu, Warszawa 1808.
- O ortografii, Warszawa 1814.
- Ostatnie moje do spółrodaków słowo, Warszawa 1814.
- Przemowy do uczniów, Warszawa 1814.
- Myśli o równowadze politycznej w Europie, Warszawa 1815.
- O ziemiorodztwie Karpatów i innych gór i równin Polski, Warszawa 1815.
- Pochwała Ludwika Gutakowskiego, Warszawa 1816.
- Pochwała Andrzeja Zamoyskiego, Warszawa 1816.
- O przyczynach szkodliwości Żydów, Warszawa 1816.
- Dzieła, t. 1–9, Warszawa 1816–1820.
- Ród ludzki, Warszawa 1819–1820.
- Pochwała Stanisława Potockiego, Warszawa 1825.

### Przekłady
- Jean Baptiste Racine, Religia, Warszawa 1779.
- Voltaire, O zapadnieniu Lizbony, Warszawa 1779.
- Georges Leclerc Buffon, Epoki natury, Warszawa 1786.
- Jean-Pierre Claris de Florian, Numa Pompiliusz, drugi król Rzymu, Warszawa 1788.
- Antoine Léonard Thomas, Pochwała Marka Aureliusza, Warszawa 1789.
- Claude Carloman de Rulhière, Historia bezrządu Polski, Warszawa 1808.
- Homer, Iliada, Warszawa 1815.

### Wydania zbiorowe współczesne
- Pisma pedagogiczne, Lublin 1926.
- Wybór pism, Warszawa 1948, 1952.
- O nauce, jej znaczeniu i organizacji, Warszawa 1952.
- Pisma filozoficzne i społeczne, t. 1–2, Warszawa 1954.
- Pisma i wypowiedzi pedagogiczne, Wrocław 1956.
- Materiały do działalności pedagogicznej, Wrocław 1957.

### Publikacje książkowe o Stanisławie Staszicu
- Zawadzki Stanisław, Stanisław Staszic. Szkic biograficzny, Lwów 1860.
- Uwagi nad politycznem, naukowem i filantropijnem działaniem Stanisława Staszica, Poznań 1873.
- Piórkiewicz Józef, Stanisław Staszic. Życiorys, Lwów 1898.
- Prószyński Konrad, O księdzu Stanisławie Staszycu, Warszawa 1906.
- Żylski Klaudiusz, Poglądy społeczno-polityczne Staszica, Lwów 1913.
- Grabowski Tadeusz, Stanisław Staszic jako pisarz społeczny, Warszawa 1916.
- Lange Antoni, Jak Staszic chciał uszczęśliwić wieśniaków, Warszawa 1916.
- Klaczko Julian, Autobiografia Staszica, Zamość 1920.
- Cieszkowski Stanisław, Stanisław Staszic, Filantrop, mąż stanu i uczony, Warszawa 1925.
- Barycz Henryk, Egzemplarz korektowy „Rodu ludzkiego” Staszica, Kraków 1926.
- Gawlik Mieczysław, Stanisław Staszic 1755-20.I. 1926. W setną rocznicę zgonu, Lwów 1926.
- Hahn Wiktor, Stanisław Staszic. Życie i dzieła, Lublin 1926.
- Kruszyński Józef, Stanisław Staszic a kwestia żydowska, Lublin 1926.
- Kukulski Zygmunt, Trzy dokumenty z życia Staszica, Lublin 1926.
- Leśniewski Czesław, Stanisław Staszic, jego życie i ideologia w dobie Polski Niepodległej (1755–1795), Warszawa 1926.
- Limanowski Bolesław, Stanisław Staszic, Warszawa 1926.
- Radlińska Helena, Stanisław Staszic, Warszawa 1926
- Stanisław Staszic, red. Zygmunt Kukulski, Lublin 1926.
- Suchodolski Bogdan, Stanisław Staszic na tle epoki, Warszawa 1926.
- Szober Stanisław, O języku Staszica, Lublin 1926.
- Ptaszyński Edward, Poglądy Staszica na wychowanie, Lublin 1927.
- Hahn Wiktor, Bibljografja o Stanisławie Staszicu, Lublin 1928.
- Stanisław Staszic 1755 – 1826. Księga zbiorowa z ilustracjami, pod red. Zygmunta Kukulskiego, Lublin 1928.
- Włoch Zenon, Stosunek Stanisława Staszica do medycyny, Poznań 1935.
- Berger Adam, Patriarcha demokracji polskiej, Lublin 1946.
- Krokowski Stanisław, Stanisław Staszic, syn Ziem Odzyskanych, Poznań 1948.
- Pigoń Stanisław, Staszicowa „Oda do młodości”, Poznań 1951.
- Rostworowski Emanuel, Stanisław Staszic, Warszawa 1951.
- Bobińska Celina, Szkice o ideologach polskiego oświecenia. Kołłątaj i Staszic, Wrocław 1952.
- Bandura Ludwik, Poglądy pedagogiczne Stanisława Staszica, Warszawa 1956.
- Grzywicka Joanna, Ekonomiczne poglądy Staszica, Warszawa 1957.
- Nowacki Tadeusz, Materiały do działalności pedagogicznej Stanisława Staszica, Wrocław 1957.
- Szacka Barbara, Stanisław Staszic. Portret mieszczanina, Warszawa 1962.
- Koźmiński Karol, Stanisław Staszic, Warszawa 1965.
- Szacka Barbara, Stanisław Staszic, Warszawa 1966.
- Szacka Barbara, Teoria i utopia Stanisława Staszica, Warszawa 1965.
- Winnicka Halina, Stanisław Staszic, Warszawa 1965.
- Goetel Walery, Stanisław Staszic. Na 50 lecie Akademii Górniczo-Hutniczej im. St. Staszica w Krakowie, Kraków 1969.
- Sikora Jerzy, Stanisław Staszic, Katowice 1974.
- Stanisław Staszic – geologia – górnictwo – hutnictwo, red.. Antoni Kleczkowski, Warszawa 1979
- Chyra-Rolicz Zofia, Stanisław Staszic, Warszawa 1980.
- Molik Witold, Stanisław Staszic, Poznań 1980.
- Czarnecki Stanisław, Stanisław Staszic. Wystawa ze zbiorów Stanisława Czarneckiego, Lublin 1985
- Stanisław Staszic. Wielki syn ziemi pilskiej, red. Roman Chwaliszewski, Piła 1986.
- Wysokiński Jan, Szlakiem Stanisława Staszica, Warszawa 1988.
- Olejniczak Józef, Stanisław Staszic w sztuce medalierskiej, Piła 1990.
- Czarnecki Stanisław, Postać Staszica utrwalona w nazewnictwie nauk o Ziemi, Piła 1994.
- Łotys Zbigniew, Stanisław Staszic. Filozof i reformator społeczny, Olsztyn 1999.
- Wójcik Zbigniew, Stanisław Staszic – organizator nauki i gospodarki, Kraków 1999.
- Stanisław Staszic i jego epoka, red. Bogdan Ziontek, Siedlce-Warszawa 2001.
- Kruszyński Józef, Stanisław Staszic a kwestia żydowska, Krzeszowice 2004.
- Stanisław Staszic. W 250 rocznicę urodzin, red. Edward Karasiński, Łódź 2005.
- Stanisław Staszic i jego epoka, red. Czesława Kucharska, Zbigniew Popławski, Piła 2006.
- Stanisław Staszic – myśliciel, pisarz, uczony, red. Hanna Cieniuszek, Warszawa 2006.
- Czarniecki Stanisław, Pokłosie staszicowskie, Piła 2009.
- Skodlarski Janusz, Nowe spojrzenie na poglądy i działalność Stanisława Staszica, Łódź 2010.
- Olejniczak Józef, Pod znakiem Staszica. Katalog zbiorów Muzeum Stanisława Staszica w Pile, Piła 2011.
- Stanisław Staszic dla współczesności, Nowe odczytanie idei staszicowskich, red. Agnieszka Rusinek, Kraków 2012.
- Panasiewicz Janusz Tadeusz, Człowiek i dzieło. Stanisław Staszic i Towarzystwo Rolnicze Hrubieszowskie, Kraków 2015.

## W opinii potomnych
- „Wzorowy urzędnik”, „dobry i prawy obywatel”, „rzadki dobroczyńca”, „przyjaciel ludu”, „wzorowy syn ojczyzny” – takich określeń użyto w mowach wygłoszonych w związku z pogrzebem Staszica.
- Kajetan Koźmian (1771–1856), poeta:

Pewnego fabrykanta zna cała Warszawa,

Któremu się koncepta sypią jak z rękawa,

W dzień gryzmoli, co we śnie przejdzie mu przez głowę,

Kodeksa wiejskie, leśne, graniczne, handlowe,

Statuta, urządzenia, uchwały,

Zaledwie w nich policzyć można rozdziały.
- Karol Bohdanowicz (1864–1947), inż. górnik, geolog, geograf i podróżnik:

Szczęśliwy ten naród, który w przełomowych epokach swego życia ma wśród siebie umysły silne i jasne, które są nie tylko sterem dla swego pokolenia, lecz i pochodnią dla następnych.
- Fryderyk Florian Skarbek (1792–1866), ekonomista, publicysta, pisarz:

Powierzchowność jego, wprawdzie miła i poważna, była nieraz przedmiotem żartów, w skutku niedbałości o siebie samego pod względem już to ubioru, już to mieszkania i ekwipażu, słowem całego sposobu życia. Gruntownie uczony i opiekun tak nauk, jako też tych, którzy im się poświęcali, był – rzec śmiało można – dziwacznym pisarzem, kiedy go porywała poetycka wena opiewania niemiarowym i nierymowym wierszem Rodu ludzkiego, językiem prawie dla nikogo z ziomków niezrozumiałym. Pomimo tego wszystkiego, przez niezachwianą prawość i moc charakteru, przez sposób użycia majątku swego i przez wyrzeczenie się wszelkich względów osobistych dla dobra kraju, zjednał sobie wreszcie takie powszechne poważanie, jakiego nie osiągnął żaden inny pojedynczy obywatel, który stanowczo na los kraju nie wpływał.
- Fragment opowiadania „Judge Not!” autorstwa Mary Anne Hoare, opublikowanego w periodyku Household Words (25 stycznia 1851) pod red Karola Dickensa.

Młodzieńcy przystanęli, aby przyjrzeć się postaci, której dziwaczność przykuła ich uwagę. Był to człowiek liczący na pozór pięćdziesiąt do sześćdziesięciu lat życia. Jego wyszarzały i wytarty płaszcz ongiś był prawdopodobnie czarny, a szeroki kapelusz ocieniał twarz pomarszczoną i wychudłą; mimo wielce wymizerowanego wyglądu osobnik ów atoli szedł zdecydowanym i szybkim krokiem. Zatrzymawszy się przy jednym ze straganów pod kolumną, kupił kawałek chleba wartości około pół pensa, spożył część tego chleba, resztę schował do kieszeni i podążył dalej w kierunku pałacu generała Zajączka, namiestnika Królestwa, który w czasie nieobecności cesarza Aleksandra sprawował władzę królewską w Polsce. – Czy znasz tego człowieka? – zwrócił się z zapytaniem do kolegi student obserwujący starca. – Nie znam, lecz sądząc z jego ponurego wyglądu domyślam się, że jest to prawdopodobnie przedsiębiorca pogrzebowy. – O, jakże się mylisz, przyjacielu! Przecież to Stanisław Staszic we własnej osobie.
- Czesław Leśniewski (1888–1947), historyk kultury:

Obraz Staszica-kapitalisty dobrze pokazuje następujące zdarzenie. Otóż kiedy wykonawcy jego testamentu przystąpili do spisania pozostałego po nim majątku, w tym gotówki, przez cztery godziny przeszukiwali jego mieszkanie, by w końcu „w ukryciu między papierami” znaleźć worki z pieniędzmi, w których było 5868 złotych monet o równowartości ponad 117 tys. złp (kwota równa prawie 6-letniej pensji Staszica jako ministra stanu Królestwa Polskiego). Dla kompletności tego obrazu trzeba dodać, że były to dukaty holenderskie – waluta uchodząca w ówczesnej Europie za najpewniejszą (20 kg prawdziwego złota!). „Istny obraz skąpca, rzec by można, i to skąpca przezornego”.